# Exit (album)
Exit is een studio-album van de Berlijnse groep Tangerine Dream. Het is een album uit de "Virgin Years" van de groep. In het eerste nummer zingt een Berlijnse actrice in het Russisch de namen van alle continenten van de wereld en pleit ze voor het beëindigen van de Koude Oorlog. het album werd uitgegeven in najaar 1981; de eerste compact disc-versie volgde op 12 april 1984. Met Exit gaat Tangerine Dream langzaam over naar het schrijven en spelen van kortere werken. De eerste uitgave van het album op compact disc bevatte een boekwerkje met tal van tikfouten. In de geschiedenis van de band komen voorbij Klaus Shulz (Klaus Schulze) en Steve Shroyder (Steve Schroyder) en de groep had een lazerinstallatie (laser) aangeschaft.

## Samenstelling
- Edgar Froese, Christopher Franke, Johannes Schmoelling - toetsinstrumenten.

## Composities
Allen van het bovenstaande trio:
1. "Kiew Mission" - 9:18
2. "Pilots Of Purple Twilight" - 4:19
3. "Choronzon" - 4:07
4. "Exit" - 5:33
5. "Network 23" - 4:55
6. "Remote Viewing" - 8:20

Kiew Mission heet op sommige uitgaven Kiev Mission. Een instrumentale versie van Kiew Mission is te horen op A Cage in Search of a Bird uit 2009. Choronzon / Network 23 verscheen op single, maar werd geen succes in Nederland.

## Hoeslink
Er zijn twee varianten; de hoeslink is van de geremasterde versie. Deze hoes vormde eerst de achterzijde van de elpee en cd. Beide varianten zijn van Monica (Monique) Froese.
Het album hield het vijf weken uit in de Britse albumlijst.
| Hitnotering: 19-09-1981 t/m 23-10-1981 | Hitnotering: 19-09-1981 t/m 23-10-1981 | Hitnotering: 19-09-1981 t/m 23-10-1981 | Hitnotering: 19-09-1981 t/m 23-10-1981 | Hitnotering: 19-09-1981 t/m 23-10-1981 |    |     |
| Week:                                  | 1                                      | 2                                      | 3                                      | 4                                      | 5  |     |
| -------------------------------------- | -------------------------------------- | -------------------------------------- | -------------------------------------- | -------------------------------------- | -- | --- |
| Positie:                               | 73                                     | 43                                     | 48                                     | 82                                     | 97 | uit |